# Sofronio Bancud
Sofronio Aguirre Bancud (ur. 8 grudnia 1948 w Atulayan) – filipiński duchowny rzymskokatolicki, w latach 2005–2024 biskup Cabanatuan.

## Życiorys
Święcenia kapłańskie przyjął 2 maja 1977 w Zgromadzeniu Najświętszego Sakramentu. Przez trzy lata był wikariuszem parafialnym w Davao. W 1980 został mistrzem nowicjatu. Od 1983 był także członkiem Międzynarodowej Komisji Formacyjnej eucharystów. W 1993 wyjechał do Rzymu, by objąć funkcję konsultora generalnego zgromadzenia. Po powrocie do ojczyzny w 2000 został przełożonym wspólnoty Świętego Krzyża w Manili.

### Episkopat
24 maja 2001 papież Jan Paweł II mianował go biskupem pomocniczym diecezji Cabanatuan i biskupem tytularnym Bidy. Sakry biskupiej udzielił mu 2 sierpnia tegoż roku abp Antonio Franco.
6 listopada 2004 prekonizowany biskupem Cabanatuan, rządy w diecezji objął 25 stycznia 2005.
8 grudnia 2024 papież Franciszek przyjął jego rezygnację z pełnionego urzędu, złożoną ze względu na wiek.